# Lilli Tagger
Lilli Tagger, née le 17 février 2008 à Lienz, en Autriche, est une joueuse de tennis autrichienne.

## Biographie
Lilli Tagger est entraînée depuis 2023 par l'Italienne Francesca Schiavone dans son académie, la Schiavone Team Lab, à Varèse.

## Carrière
En décembre 2024, elle fait ses débuts sur le circuit WTA ; elle reçoit une wild card pour participer au tournoi WTA 125 de Limoges et élimine au premier tour l'Andorrane Victoria Jimenez Kasintseva.
En mars 2025, invitée à disputer les qualifications du tournoi WTA 1000 de Miami, elle est défaite par l'Espagnole Sara Sorribes Tormo. Elle enchaîne sur terre battue avec le tournoi ITF de Terrassa en Espagne (35 000 $) qu'elle remporte contre Loïs Boisson en étant issue des qualifications.
En juin 2025, elle remporte le tournoi junior de Roland-Garros face à la Britannique Hannah Klugman après avoir écarté la tête de série n°1 Emerson Jones en demi-finale. Elle devient la première autrichienne titrée en Grand Chelem junior.

## Parcours en Grand Chelem junior

### Simples filles
| Année | Open d'Australie | Open d'Australie | Internationaux de France | Internationaux de France | Wimbledon       | Wimbledon           | US Open         | US Open   |
| ----- | ---------------- | ---------------- | ------------------------ | ------------------------ | --------------- | ------------------- | --------------- | --------- |
| 2024  | —                | —                | —                        | —                        | 1er tour (1/32) | Tyra Caterina Grant | 1er tour (1/32) | Mingge Xu |
| 2025  | 1/4 de finale    | Emerson Jones    | Victoire                 | Hannah Klugman           | 1/4 de finale   | Mingge Xu           | —               | —         |

N.B. : à droite du résultat se trouve le nom de l'ultime adversaire.

### Double filles
| 2024 | —                                                                                     | —                                                                                   | — | — | 1/8 de finale N. Basiletti \|\| style="text-align:left;" \| I. Ivanova W. Sonobe | 1er tour (1/16) V. Valdmannová \|\| style="text-align:left;" \| M. Stojsavljevic M. Xu |
| 2025 | 1er tour (1/16) L. Vladson \|\| style="text-align:left;" \| A. Kovačková J. Kovačková | 1/2 finale M. Pohánková \|\| style="text-align:left;" \| E. Bennemann S. Zhenikhova | — | — | —                                                                                | —                                                                                      |

N.B. : le nom de la partenaire se trouve sous le résultat ; le nom des ultimes adversaires se trouve à droite.

## Classements WTA en fin de saison
| Année          | 2024 |
| Rang en simple | 977  |
| Rang en double | 1140 |

Source : (en) Classements de Lilli Tagger sur le site officiel de la Fédération internationale de tennis